# 康納·穆雷
康納·穆雷（英語：Conor Murray；1989年4月20日—）是一位愛爾蘭橄欖球運動員。他是愛爾蘭國家橄欖球隊的一員，代表愛爾蘭參加了2015年世界盃橄欖球賽。